# IMessage
iMessage是蘋果公司開發的一款即時通訊服務，其客戶端稱作「訊息」（Messages），適用於iOS 5與OS X Mountain Lion以上的系統版本。

## 歷史
iMessage由斯科特·福斯特爾在2011年6月6日蘋果公司全球軟體開發者年會的主題演講上首度披露。帶有iMessage服務的訊息程式被包含在了2011年10月12日的iOS 5系統更新之中。
2012年2月16日，蘋果宣佈一個基於iMessage服務的新款訊息程式將替代iChat成為OS X Mountain Lion的一部份，後者發佈於2012年7月25日。
2012年10月23日，蘋果首席執行官提姆·庫克宣佈使用蘋果設備的用戶經由iMessage總共發送了3千億條訊息，這也意味著蘋果公司平均每秒就要傳遞2萬8千條訊息。
2012年11月12日，一家叫做Chetan Sharma的技術與戰略顧問公司發佈了2012年第三季度美國移動數據市場報告，其中提到美國境內的簡訊使用數量正在下滑，並指出這有可能是因為美國人逐漸使用諸如iMessage這類免費通訊服務的緣故。

## 功能
iMessage與多媒體短訊非常相似，不僅允許用戶通過Wi-Fi、2G、3G或4G LTE向其他iOS和OS X用戶發送文本，更可以傳輸文檔、圖像、視頻、地點、聯繫信息與群訊息，藉此為大多數iOS 5及以上版本之設備提供標準短信息與多媒體短信服務。
iMessage在運行iOS 5的iPhone、iPad、iPod touch與運行OS X Mountain Lion的Mac電腦上通過「訊息」程式得以實現。這些設備的主人可以在蘋果的網路上註冊多個電子郵件地址。如果通信運營商支援，iPhone機主更可以用電話號碼註冊蘋果賬戶。如果iPhone用戶擁有活躍的數據連接，程式將會自動檢測訊息接受者是否設置了有關iMessage選項。一旦確認可用，簡訊將會被無縫切換至iMessage。這意味著訊息請求僅需消耗數據流量而非話費。
在訊息程式中，用戶可以看到另一端iMessage使用者的輸入狀態。當對方開始回覆時，訊息氣泡中將會出現一個淺灰色的省略號。談話在一部iOS設備上開始之後，用戶也可以在另一部設備上繼續發送訊息。一些針對iMessage的特定功能在iOS5以上或OS X Mountain Lion以上的系統中有效，但惟有在iPhone上時，訊息程式才能向非iOS系統或iMessage暫時不可用的設備發送簡訊。在iPhone上，綠色按鈕與氣泡意味著當前通訊基於簡訊；在所有iOS設備上，藍色按鈕與氣泡都表示當前是通過iMessage在傳遞訊息。
所有經由iMessage傳送的訊息都經過加密，且能夠藉助投遞反饋來追蹤。如果接收者啟用「閱讀反饋」（Read Receipts）功能，發送者將能夠看到前者已經閱讀了訊息。
iMessage同樣允許用戶發起2人以上的交談，即「群聊」。然而群聊功能並未針對群成員之不同種類的手機作出足夠的整合與優化。

## 技術
雖然有資料稱iMessage基於XMPP協議，其實質上基於一個叫做蘋果推送訊息服務（APNS）的商業專有二進制協議。
APNS技術令設備與蘋果的伺服器建立了一個活躍的連接狀態。每條連接都有著獨一無二的代碼，這個代碼的用途是充當通訊線路中的識別符號，以用作向特定設備發送訊息。同時，連接經由安全套接層技術採用iMessage服務被激活時設備將會請求的客戶端證書進行加密。
iMessage傳遞的訊息由端到端加密（E2EE）所保護，故「除發送者與接收者之外的任何人均無法獲取」，且蘋果保證該公司既「不會解密其傳輸的數據」，也「不會記錄訊息」。